# Philoplitis
Philoplitis är ett släkte av steklar. Philoplitis ingår i familjen bracksteklar.
Kladogram enligt Catalogue of Life:
| Philoplitis | \| \| Philoplitis adustipalpis \| \| \| \| \| \| Philoplitis coniferens \| \| \| \| |
|             | \| \| Philoplitis adustipalpis \| \| \| \| \| \| Philoplitis coniferens \| \| \| \| |
|             | Philoplitis adustipalpis                                                            |
|             |                                                                                     |
|             | Philoplitis coniferens                                                              |
|             |                                                                                     |